# لوسيان روش
لوسيان روش (بالفرنسية: Lucien Roche )‏ (و. 1865 – 1954 م) هو سياسي، من فرنسا، ولد في جوني (فرنسا)، توفي عن عمر يناهز 89 عاماً.

## مناصب
تولى منصب نائب فرنسي.

## جوائز
حصل على جوائز منها:
- وسام جوقة الشرف.[1]